# Julius Glaser
Julius Anton Glaser (født 19. marts 1831 i Postelberg, død 26. december 1885 i Wien) var en østrigsk retslærd og politiker.
Glaer blev Dr. phil. 1849, Dr. jur. 1854, samme år privatdocent, 1856 ekstraordinær, 1860 ordentlig professor i Wien, 1867 departementschef i kultusministeriet, 1870 på ny professor, 1871 justitsminister i fyrst Adolph Auersbergs kabinet, 1878 i Carl von Stremayrs provisoriske ministerium, 1879 generalprokurator ved kassationsretten. Sammen med sin nære ven Joseph Unger indvarslede Glaser en renaissance af den stagnerende østrigske retsforskning, hvilken blandt andet gav sig udslag i en stærkere tilknytning til tysk videnskab, og som dennes ypperste repræsentanter — Jhering for eksempel — hilste med begejstring. Han var en jurist af Guds nåde, en skarp og sikker tænker, teoretiker og praktiker på én gang, ingen specialistnatur, men en sjælden alsidig, også digterisk begavet ånd; i sin ungdom havde han hørt til Friedrich Hebbels kreds.
Både videnskabeligt og legislativt ligger hans hovedbetydning på straffeprocessens område. Han er fader til straffeprocesordningen af 23. maj 1873; på hans ungdomsarbejde Das englisch-schottische Strafverfahren, übersichtlich dargestellt zur Vergleichung mit der neuesten französisch-deutschen namentlich österreichischen Legislation (1850) fulgte en statelig række betydningsfulde skrifter: Für Juryfrage (1864), Anklage, Wahrspruch und Rechtsmittel im englischen Schwurgerichtsverfahren (1866), Beiträge zur Lehre vom Beweis im Strafprocess (1883) og den berømte ufuldendte Handbuch des Strafprocesses (I 1883, II 1885, III bind af Friedrich Oetker 1907); af den engelsk-skotske straffeproces’ principper, særlig Anklageprincippet, var han en varm og overbevist tilhænger.
Også på strafferettens felter nedlagde Glaser et utrætteligt arbejde, men legislativt lykkedes det ikke at føre det af ham, ved talrige forarbejder indledede, straffelovsudkast som lov ud i livet. Af hans herhenhørende skrifter skal fremhæves: Abhandlungen aus dem osterreichischen Strafrecht, I (1858), Bemerkungen über den von Herrn Regierungsrath Benz bearbeiteten Entwurf eines Strafgesetzbuches für den Kanton Zürich (1867) og Studien zum Entwurf des österreichischen Strafgesetzes über Verbrechen und Vergehen (1870). 1851 havde han udgivet en fortrinlig oversættelse af Beccarias Dei delitti e delle pene (2. udgave 1876), 1868 Gesammelte kleinere Schriften über Strafrecht, Civil- und Strafprocess (I—II, 2. udgave 1883).
Sammen med Unger og Joseph von Walther redigerede Glaser Sammlung von civilrechtlichen Entscheidungen des k. k. obersten Gerichtshofes (I-XVIII, 1859-83), han gav stødet til Leopold Adler, Karl Krall og Joseph von Walthers Sammlung strafrechtlicher Entscheidungen des k. k. obersten Gerichts- und Cassationshofes von 1850—71 (I—III 1873). Glasers enke udgav 1888 Julius Glasers Bibliographisches Verzeichniss seiner Werke, Abhandlungen, Gesetzentwurfe und Reden med forord af Unger. Dioskurparret Unger og Glaser var uden tvivl Østrigs største juridiske navne i 19. århundrede. Fra dem udgår den senere østrigske retsforskning.